# Souessoula
Souessoula parva és una espècie d'aranya araneomorfa de la subfamília dels erigonins, dins de la família Linyphiidae. És l'únic membre del gènere monotípic Souessoula.
Es pot trobar als Estats Units.
Fou descrit per primera vegada per S. C. Bishop i C. R. Crosby l'any 1936.